# جسم شومان

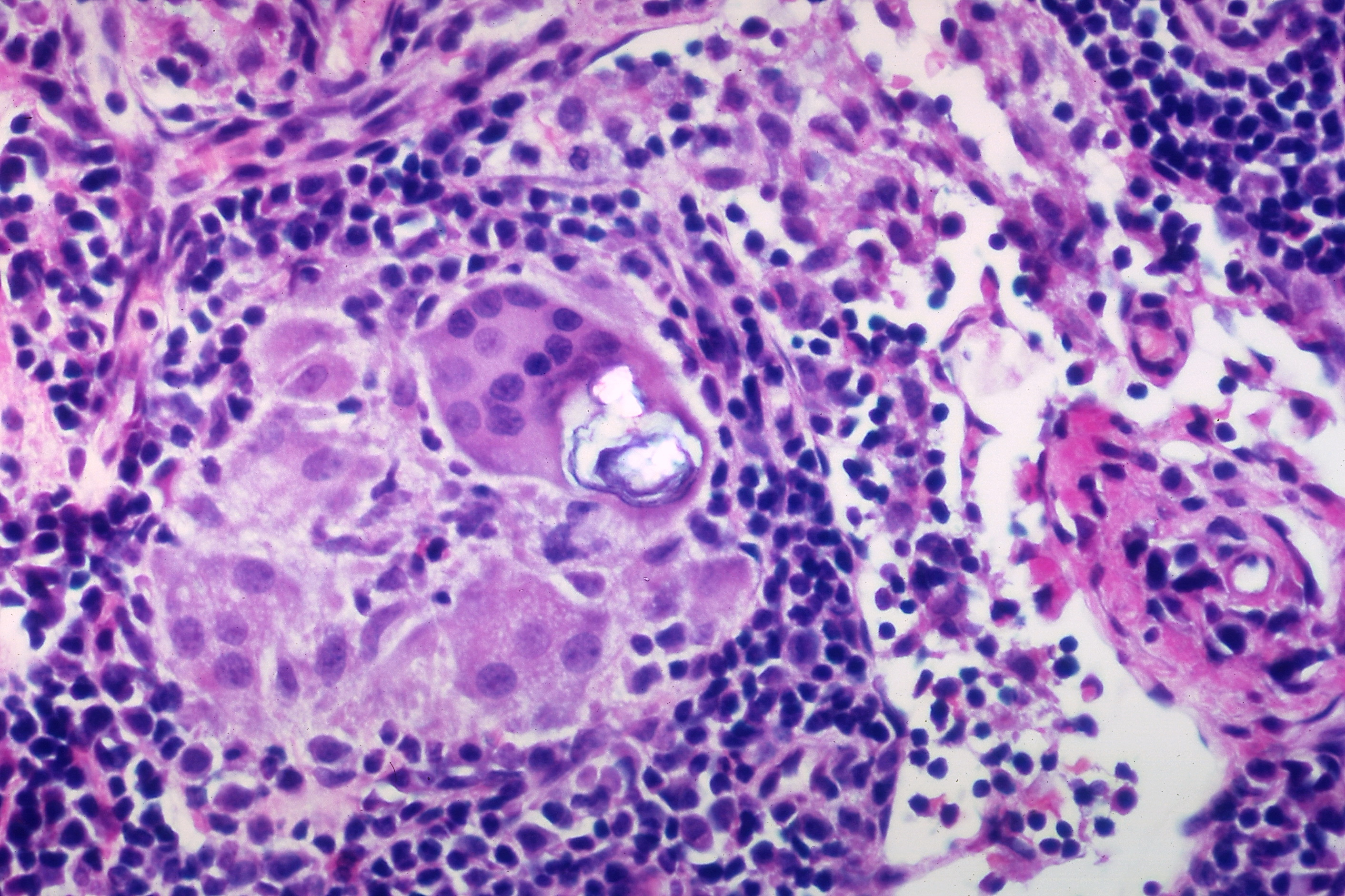
التضمين البلوري مع جسم شومان النامي، المستقطب، في الساركويد

في علم الأمراض، أجسام شاومان (بالإنجليزية: schuamann body)‏ هي مشتملات كالسيوم وبروتين داخل خلايا لانغانس العملاقة كجزء من الورم الحبيبي.
يمكن أن تتسبب العديد من الحالات في أجسام شاومان، بما في ذلك:
- الساركويد.
- التهاب رئوي فرط الحساسية.
- البريليوس.
- مرض كرون والسل.[1]

## التسمية
سُميت هذه الحالات على اسم طبيب الأمراض الجلدية السويدي يورغن نيلسن شومان [الإنجليزية].